# Geoffrey Boxshall
Geoffrey Allan „Geoff“ Boxshall (* 13. Juni 1950) ist ein britischer Zoologe.
Boxshall wurde 1975 an der University of Leeds in Zoologie promoviert und forscht seit 1974 am Natural History Museum und ist Professor. Er ist Experte für Ruderfußkrebse (Copepoda), speziell parasitäre und planktonische Formen.

## Schriften
- mit Rony Huys: Copepod Evolution, Ray Society 1991
- mit Sheila A. Halsey: Copepod Diversity, Ray Society 2004
- mit C. D. Todd, M. S. Laverack:  Coastal marine zooplankton: a practical manual for students, Cambridge University Press 1996